# LetsView
LetsViewは、Apowersoftが開発した画面ミラーリング用のソフトウェアである。

## 概要
LetsViewはデバイス間（iOS/Android/Windows/Macなど）で画面ミラーリングすることに役立つツールである。Miracast・AirPlay・DLNAと互換性があり、音声付きで画面をストリーミングできる。
前身となるApowerMirrorと比較し、マルチプラット フォームでの利用が強化されている。

## 機能
- iOS・Androidデバイスの画面・音声をパソコンに出力する。
- iOS・Androidデバイスの画面・音声をテレビに出力する。
- パソコンの画面をパソコンに出力する。
- パソコンの画面をテレビに出力する。
- パソコンの画面をiOS・Androidデバイスに出力して、デバイスからパソコンを制御する。
- 画面録画・スクリーンショットの撮影
- 画面をフルスクリーンで表示
- デバイス・パソコンから画面の解像度を変更可能

## 特徴

### 無線接続
- 一般接続
- QRコードをスキャンして接続
- ミラーリングコードを入力して接続

## 動作環境
- iOS 9.0及びその以降[1]
- Android 5.0及びその以降[3]
- Windows 7及びその以降
- Mac OS 10.12及びその以降